# Mydrosoma saussurei
Mydrosoma saussurei är en biart som först beskrevs av Joseph Vachal 1909.  Mydrosoma saussurei ingår i släktet Mydrosoma och familjen korttungebin. Inga underarter finns listade i Catalogue of Life.